# Italo Santelli
Italo Santelli (Carrodano, 15 de agosto de 1866-Livorno, 8 de febrero de 1945) fue un deportista italiano que compitió en esgrima, especialista en la modalidad de sable. Participó en los Juegos Olímpicos de París 1900, obteniendo una medalla de plata en la prueba individual profesional.

## Palmarés internacional
| Juegos Olímpicos | Juegos Olímpicos | Juegos Olímpicos | Juegos Olímpicos             |
| Año              | Lugar            | Medalla          | Prueba                       |
| ---------------- | ---------------- | ---------------- | ---------------------------- |
| 1900             | París (Francia)  | Medalla de plata | Sable individual profesional |